# Johannes Christiaan de Marez Oyens

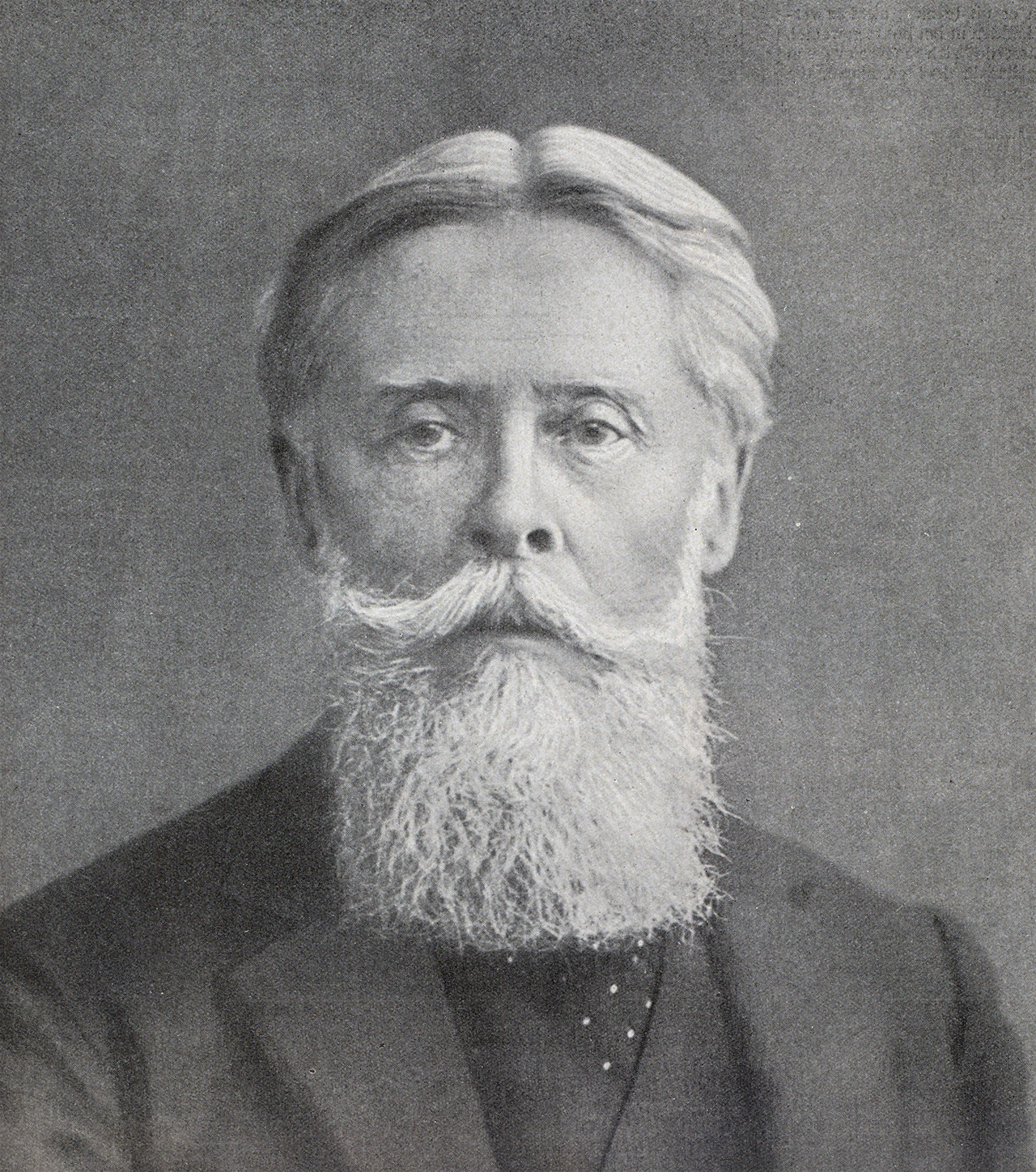
Johannes Christiaan de Marez Oyens (1911)

Johannes Christiaan de Marez Oyens (* 21. Januar 1845 in Amsterdam; † 11. August 1911 im Bezirksamt Garmisch, Deutsches Kaiserreich) war ein niederländischer Regierungsbeamter und Politiker der Anti-Revolutionaire Partij (ARP), der zwischen 1901 und 1905 Minister für Wasserwirtschaft, Handel und Industrie im Kabinett Kuyper war und als solcher zahlreiche wichtige Gesetze wie das Bergbaugesetz 1903, das Telegrafie- und Telefoniegesetz 1904 und Kraftfahrzeug- und Beförderungsgesetz 1905 einbrachte. Später war er von 1910 bis zu seinem Tod Mitglied der Ersten Kammer der Generalstaaten.

## Leben
Johannes Christiaan de Marez Oyens stammte aus der alten Amsterdamer Bankiersfamilie Oijens und war als Regierungsbeamter tätig. Er fungierte zwischen dem 1. Mai 1882 und dem 1. Mai 1885 als Referendaris als Leiter des Referats Finanzen im Kolonialministerium sowie im Anschluss als Administrateur als Leiter der Abteilung Handel und Industrie im Ministerium für Wasserwirtschaft, Handel und Industrie. Am 1. August 1901 wurde er selbst Minister für Wasserwirtschaft, Handel und Industrie (Minister van Waterstaat, Handel en Nijverheid) im Kabinett Kuyper und bekleidete dieses Ministeramt bis zum 16. August 1905. Zugleich fungierte er zwischen dem 1. August 1901 und dem 16. August 1905 als Sekretär des Ministerrates (Secretaris van de ministerraad) im Kabinett Kuyper.  Im Januar 1903 kam es in den Häfen von Amsterdam zu Streiks. Die Arbeitgeber wollten daraufhin beim Entladen der Boote Eisenbahner einstellen. Aus Protest brach im ganzen Land ein Eisenbahnstreik aus. Die Arbeitgeber gaben schließlich den Anforderungen nach. Als Reaktion auf diese Ereignisse reichte das Kuyper-Kabinett Gesetzesvorlagen ein, um Streiks im öffentlichen Dienst zu verbieten. Die Einreichung erfolgte nicht wie üblich per Brief, sondern von den Ministern persönlich in der Zweiten Kammer. Es gab jedoch Kritik und Widerstand gegen diese Vorschläge. Ein Gewerkschaftsausschuss beschloss, im April 1903 einen neuen Streik auszurufen. Dieser Streik schlug jedoch fehl, auch weil Streikende entlassen wurden. Die Anti-Streik-Gesetze wurden dann von beiden Kammern rasch verabschiedet. Als Minister für Wasserwirtschaft, Handel und Industrie brachte er in der Zeit nach dem Eisenbahnstreik zahlreiche wichtige Gesetze wie das Bergbaugesetz (Mijnwet) 1903, das Telegrafie- und Telefoniegesetz (Telegraaf- en Telefoonwet) 1904 und Kraftfahrzeug- und Beförderungsgesetz (Motor- en Rijwielwet) 1905 ein.
Am 2. November 1910 wurde de Marez Oyens für die Anti-Revolutionaire Partij (ARP) Mitglied der Ersten Kammer der Generalstaaten und gehörte dieser als Vertreter der Provinz Zuid-Holland bis zum 3. August 1911 an. Er war ferner vom 8. Dezember 1910 bis zu seinem Tode am 11. August 1911 Vorsitzender der Staatlichen Kommission zur Organisation der Protestantischen Kirche in Niederländisch-Indien. Er kam am 11. August 1911 bei einer Bergwanderung im Bezirksamt Garmisch ums Leben.
Aus seiner 1877 geschlossenen Ehe mit Maria Sophia Catharina von Weckherlin gingen vier Söhne hervor, darunter der Altertumswissenschafter Hendrik Jan de Marez Oijens. Er wurde für seine Verdienste Kommandeur des Orden vom Niederländischen Löwen.